# 阿末法基
阿末法基，马来西亚政治人物，国阵巫统党员，前霹雳州议会连登议员。

## 政治生涯
2008年代表国阵参加霹雳州议会选举并赢得有关议席。